# Академическая гребля на летних Олимпийских играх 1972 — одиночки
Соревнования среди одиночек по академической гребле среди мужчин на летних Олимпийских играх 1972 года прошли с 27 августа по 2 сентября на Олимпийском гребном канале, расположенном в Обершлайсхайме на юго-западе от Мюнхена. В соревновании приняли участие 18 спортсменов из 18 стран. Действующий олимпийский чемпион из Нидерландов Хенри Винесе не принимал участие в мюнхенских Играх.
Чемпионом Олимпийских игр 1972 года стал советский гребец Юрий Малышев, опередивший более чем на секунду бронзового призёра Игр 1968 года, чемпиона мира и Европы аргентинца Альберто Демидди. Бронзу выиграл гребец из ГДР Вольфганг Гюльденпфеннинг, впоследствии ставший чемпионом мира и Олимпийских игр в составе четвёрки парной.
В пятый раз за последние шесть Олимпийских игр обладателем золотой медали становится спортсмен СССР. В дальнейшем эта медаль стала последней для советских спортсменов в мужских одиночках. При этом Малышев оказался причастным к первой золотой медали сборной России в академической гребле. В 2004 году Юрий Малышев был тренером четвёрки парной, которая завоевала золотые медали Игр в Афинах.

## Призёры
| Золото            | Серебро                    | Бронза                        |
| Юрий Малышев СССР | Альберто Демидди Аргентина | Вольфганг Гюльденпфеннинг ГДР |

## Рекорды
До начала летних Олимпийских игр 1972 года лучшее олимпийское время было следующим:
| Лучшее олимпийское время | Спортсмен        | Время   | Место     | Дата           |
| ------------------------ | ---------------- | ------- | --------- | -------------- |
| Лучшее олимпийское время | Генри Пирс (AUS) | 07:01,8 | Амстердам | 8 августа 1928 |

По итогам соревнований никто из спортсменов не смог превзойти данный результат.

## Расписание
| Дата       | Раунд                  |
| ---------- | ---------------------- |
| 27 августа | Предварительные заезды |
| 29 августа | Отборочные заезды      |
| 31 августа | Полуфиналы             |
| 1 сентября | Финал B                |
| 2 сентября | Финал A                |

## Результаты

### Предварительный этап
Победитель каждого заезда проходил в полуфинал соревнований. Все остальные спортсмены попадали в утешительные заезды, где были разыграны ещё 8 полуфинальных мест.

#### Заезд 1
| Место | Спортсмен        | НОК       | Время   | Отставание | Примечания |
| ----- | ---------------- | --------- | ------- | ---------- | ---------- |
| 1     | Альберто Демидди | Аргентина | 7:46,09 | +0,00      | SF         |
| 2     | Удо Хильд        | ФРГ       | 7:48,12 | +2,03      | R          |
| 3     | Мельхиор Бюргин  | Швейцария | 8:00,20 | +14,11     | R          |
| 4     | Янис Родманис    | Чили      | 8:23,38 | +37,29     | R          |
| 5     | Джим Баттерфилд  | Бермуды   | 8:29,20 | +43,11     | R          |
| 6     | Гильермо Спамер  | Мексика   | 8:38,63 | +52,54     | R          |

#### Заезд 2
| Место | Спортсмен                 | НОК          | Время   | Отставание | Примечания |
| ----- | ------------------------- | ------------ | ------- | ---------- | ---------- |
| 1     | Юрий Малышев              | СССР         | 7:42,67 | +0,00      | SF         |
| 2     | Вольфганг Гюльденпфеннинг | ГДР          | 7:46,31 | +3,64      | R          |
| 3     | Шейн Дри                  | Ирландия     | 7:47,64 | +4,97      | R          |
| 4     | Джим Дитц                 | США          | 7:57,85 | +15,18     | R          |
| 5     | Ярослав Геллебранд        | Чехословакия | 7:58,15 | +15,48     | R          |
| 6     | Леннарт Бельтер           | Швеция       | 8:12,92 | +30,25     | R          |

#### Заезд 3
| Место | Спортсмен        | НОК            | Время   | Отставание | Примечания |
| ----- | ---------------- | -------------- | ------- | ---------- | ---------- |
| 1     | Йордан Валчев    | Болгария       | 7:50,29 | +0,00      | SF         |
| 2     | Мюррей Уоткинсон | Новая Зеландия | 7:51,29 | +1,00      | R          |
| 3     | Кеннет Дуан      | Великобритания | 7:57,49 | +7,20      | R          |
| 4     | Ким Бёргесен     | Дания          | 7:58,94 | +8,65      | R          |
| 5     | Хидэо Окамото    | Япония         | 8:20,82 | +30,53     | R          |
| 6     | Жозе Маргеш      | Португалия     | 8:39,73 | +49,44     | R          |

### Отборочные заезды
Из каждого отборочного заезда в полуфинал проходило по три спортсмена. Остальные гребцы выбывали из соревнований.

#### Заезд 1
| Место | Спортсмен       | НОК      | Время   | Отставание | Примечания |
| ----- | --------------- | -------- | ------- | ---------- | ---------- |
| 1     | Удо Хильд       | ФРГ      | 7:48,11 | +0,00      | SF         |
| 2     | Шейн Дри        | Ирландия | 7:50,27 | +2,16      | SF         |
| 3     | Ким Бёргесен    | Дания    | 7:56,66 | +8,55      | SF         |
| 4     | Леннарт Бельтер | Швеция   | 8:11,07 | +22,96     |            |
| 5     | Джим Баттерфилд | Бермуды  | 8:26,16 | +38,05     |            |

#### Заезд 2
| Место | Спортсмен                 | НОК            | Время   | Отставание | Примечания |
| ----- | ------------------------- | -------------- | ------- | ---------- | ---------- |
| 1     | Вольфганг Гюльденпфеннинг | ГДР            | 8:05,19 | +0,00      | SF         |
| 2     | Кеннет Дуан               | Великобритания | 8:10,32 | +5,13      | SF         |
| 3     | Ярослав Геллебранд        | Чехословакия   | 8:19,28 | +14,09     | SF         |
| 4     | Янис Родманис             | Чили           | 8:29,66 | +24,47     |            |
| 5     | Жозе Маргеш               | Португалия     | 8:54,27 | +49,08     |            |

#### Заезд 3
| Место | Спортсмен        | НОК            | Время   | Отставание | Примечания |
| ----- | ---------------- | -------------- | ------- | ---------- | ---------- |
| 1     | Джим Дитц        | США            | 7:59,13 | +0,00      | SF         |
| 2     | Мельхиор Бюргин  | Швейцария      | 8:04,81 | +5,68      | SF         |
| 3     | Мюррей Уоткинсон | Новая Зеландия | 8:11,51 | +12,38     | SF         |
| 4     | Хидэо Окамото    | Япония         | 8:27,36 | +28,23     |            |
| 5     | Гильермо Спамер  | Мексика        | 8:40,76 | +41,63     |            |

### Полуфиналы
Первые три спортсмена из каждого заезда проходили в финал соревнований, остальные попадали в утешительный финал.

#### Заезд 1
| Место | Спортсмен                 | НОК          | Время   | Отставание | Примечания |
| ----- | ------------------------- | ------------ | ------- | ---------- | ---------- |
| 1     | Альберто Демидди          | Аргентина    | 8:10,01 | +0,00      | FA         |
| 2     | Вольфганг Гюльденпфеннинг | ГДР          | 8:16,35 | +6,34      | FA         |
| 3     | Мельхиор Бюргин           | Швейцария    | 8:16,95 | +6,94      | FA         |
| 4     | Йордан Валчев             | Болгария     | 8:17,64 | +7,63      | FB         |
| 5     | Шейн Дри                  | Ирландия     | 8,27,70 | +17,69     | FB         |
| 6     | Ярослав Геллебранд        | Чехословакия | 8:44,60 | +34,59     | FB         |

#### Заезд 2
| Место | Спортсмен        | НОК            | Время   | Отставание | Примечания |
| ----- | ---------------- | -------------- | ------- | ---------- | ---------- |
| 1     | Юрий Малышев     | СССР           | 8:13,49 | +0,00      | FA         |
| 2     | Джим Дитц        | США            | 8:21,54 | +8,05      | FA         |
| 3     | Удо Хильд        | ФРГ            | 8:26,37 | +12,88     | FA         |
| 4     | Ким Бёргесен     | Дания          | 8:27,93 | +14,44     | FB         |
| 5     | Мюррей Уоткинсон | Новая Зеландия | 8:30,88 | +17,39     | FB         |
| 6     | Кеннет Дуан      | Великобритания | 8:38,62 | +25,13     | FB         |

### Финалы

#### Финал B
| Место | Спортсмен          | НОК            | Время   | Отставание | Итоговое место |
| ----- | ------------------ | -------------- | ------- | ---------- | -------------- |
| 1     | Шейн Дри           | Ирландия       | 7:55,33 | +0,00      | 7              |
| 2     | Йордан Валчев      | Болгария       | 7:59,55 | +4,22      | 8              |
| 3     | Кеннет Дуан        | Великобритания | 8:00,38 | +5,05      | 9              |
| 4     | Мюррей Уоткинсон   | Новая Зеландия | 8:05,42 | +10,09     | 10             |
| 5     | Ким Бёргесен       | Дания          | 8:09,04 | +13,71     | 11             |
| 6     | Ярослав Геллебранд | Чехословакия   | 8:11,04 | +15,71     | 12             |

#### Финал A
Главным фаворитом финального заезда считался бронзовый призёр Игр 1968 года аргентинец Альберто Демидди, который за последние четыре года успел стать чемпионом мира, двукратным чемпионом Европы, выиграть золото Панамериканских игр и победить на престижной регате Diamond Challenge Sculls. По ходу Игр Демидди уверенно выиграл оба своих заезда, однако такого же результата смог добиться и советский гребец Юрий Малышев, который на предварительном этапе показал лучшее время среди всех участников соревнований.
С первых же метров дистанции лидерство захватил Юрий Малышев. К 500-метровой отметке советский гребец продолжал лидировать, а на втором месте шёл хозяин соревнований Удо Хильд. Альберто Демидди придерживался проверенной тактикой, согласно которой он спокойно начинал дистанцию, но прибавлял на второй половине и благодаря мощному финишному рывку выигрывал свои заезды. На отметке в 1000 метров Демидди обошёл Хильда и вместе с Малышевым повёл борьбу за золотую медаль. За 500 метров до финиша советский гребец всё ещё шёл впереди, а на третью позицию вырвался гребец из ГДР Вольфганг Гюльденпфеннинг. Заключительные метры дистанции не внесли изменений в положение спортсменов и Юрий Малышев стал олимпийским чемпионом, опередив Демидди на финише почти на 1,5 секунды. Бронзовую медаль завоевал Гюльденпфеннинг.
| Место | Спортсмен                 | НОК       | Время   | Отставание |
| ----- | ------------------------- | --------- | ------- | ---------- |
| 1     | Юрий Малышев              | СССР      | 7:10,12 | +0,00      |
| 2     | Альберто Демидди          | Аргентина | 7:11,53 | +1,41      |
| 3     | Вольфганг Гюльденпфеннинг | ГДР       | 7:14,45 | +4,33      |
| 4     | Удо Хильд                 | ФРГ       | 7:20,81 | +10,69     |
| 5     | Джим Дитц                 | США       | 7:24,81 | +14,69     |
| 6     | Мельхиор Бюргин           | Швейцария | 7:31,99 | +21,87     |